# Torrent del Tec
El Torrent del Tec  és un afluent per la dreta de l'Aigua d'Ora que neix i transcorre pràcticament en la totalitat del seu curs pel terme municipal de Guixers (Solsonès) però que desguassa a l'Aigua d'Ora a l'enclavament de Catllarí, pertanyent al terme municipal de municipi Montmajor (Berguedà).
Neix a 1.555 metres d'altitud, al vessant meridional de la serra dels Prats, a un parell de centenars de metres a l'est de Coll d'Aubi en territori del poble de Montcalb (Guixers). D'orientació predominant NW-SE que manté durant tot el seu curs a desguassar a l'Aigua de Llinars a 1.254 m. d'altitud.

## Xarxa hidrogràfica
La xarxa hidrogràfica del Torrent del Tec està integrada per un total de 2 cursos fluvials. La totalitat de la xarxa suma una longitud de 1.020 m. dels quals 942 transcorren pel terme municipal de Guixers i els 78 m. restants pel de Montmajor